# هاينريش جاتكي
هاينريش جاتكي (19 مايو أو مارس 1814 - 1 يناير 1897) (بالألمانية: Heinrich Gätke) كان عالم طيور وفنانًا ألمانيًا.

## السيرة الذاتية
ولد في مدينة بريتسفالك وهو ابن لصانع خبز، وقد أرسل بمنحة لدراسة التجارة في برلين لكنه أصبح رسامًا. في عام 1837 سافر لأول مرة إلى جزيرة هليغولاند، وقرر العيش في الجزيرة منذ عام 1841، ومنذ عام 1843 درس الطيور فيها. وأنجز مجموعته الخاصة للطيور التي رصدها. في عام 1891 انشئت محطة في هيليجولاند وحصلت الحكومة البروسية على مجموعته لصالح متحف بحر الشمال. لكن دمرت مجموعته في عام 1944 بسبب قصف.